# Zweischalengreifer

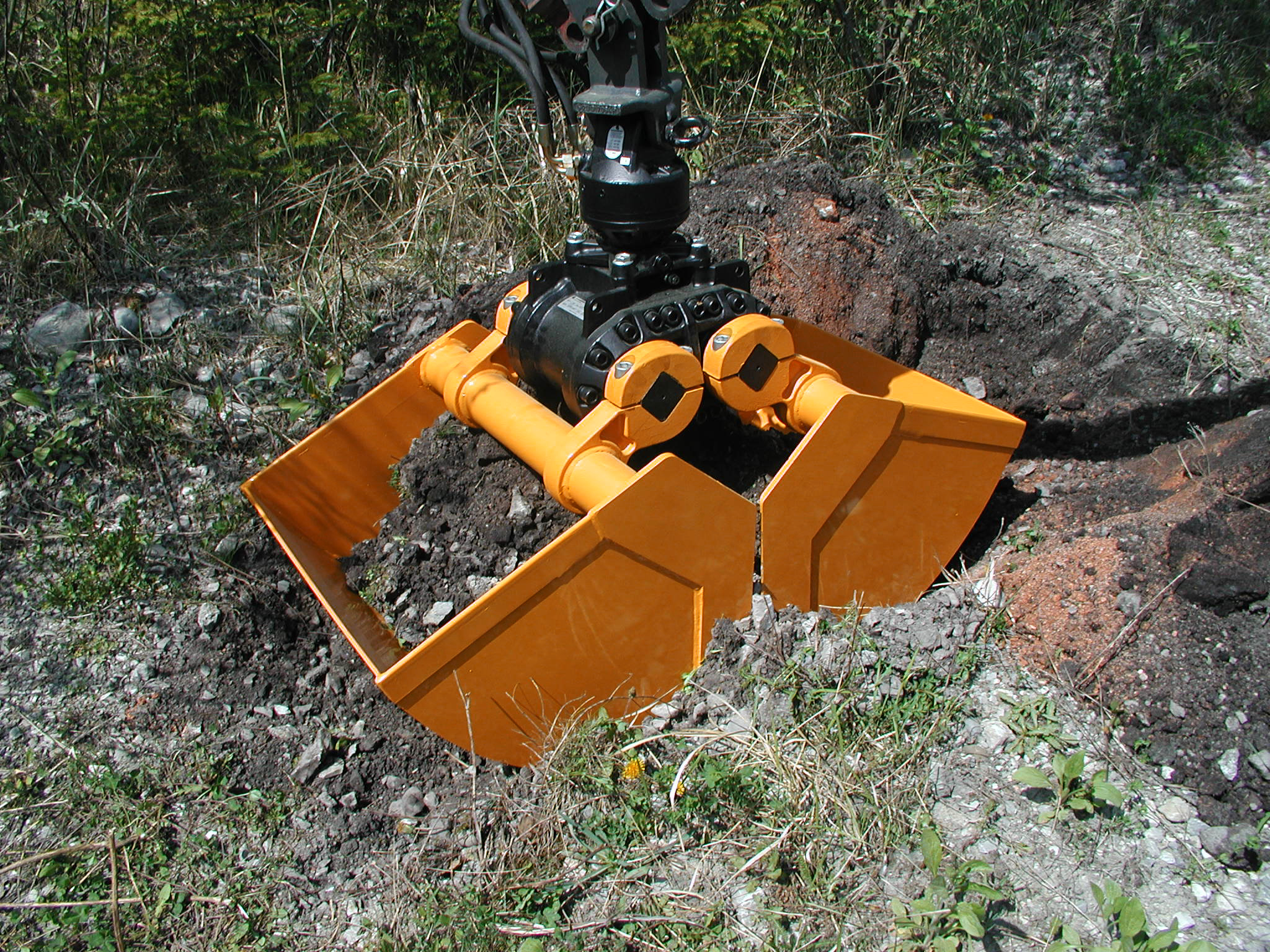
Zweischalengreifer

Der Zweischalengreifer ist ein Anbaugerät für Bagger, bei welchem zwei gegeneinander schiebende Löffel das Baggergut von oben aufnehmen. Es wird, anders als beim Tieflöffel, kein Widerstand durch das verbliebene Baggergut benötigt.
Im Tiefbau wird er eingesetzt, um Gräben und tiefe Baugruben auszuheben. Bevorzugt wird er verwendet, wenn Aussteifungen und Hindernisse vorhanden sind.
Zweischalengreifer werden mit auswechselbaren Zähnen ausgestattet, damit sie sich weiter in den Boden einfressen können.

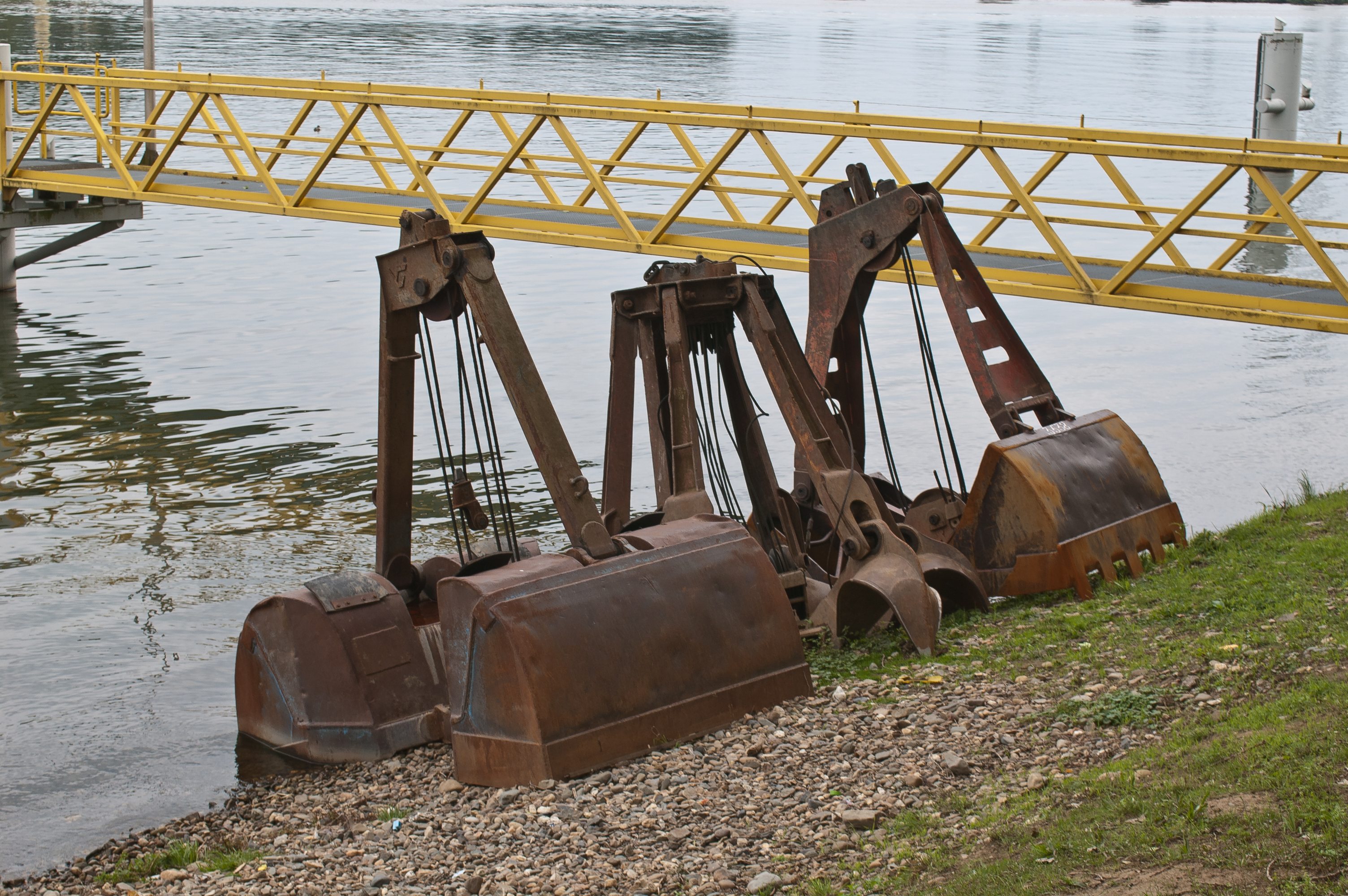
Seilbaggergreifer

Außerdem lassen sich Zweischalengreifer als Mehrzweckgreifer für Schüttgut, z. B. bei Seilbaggern, benutzen.
Die Greiferausführung richtet sich nach der Bodenbeschaffenheit, dem Schüttgewicht des Materials und der benötigten Umschlagleistung. Das Füllgewicht entspricht ungefähr dem Eigengewicht des Greifers.
Auch bei der Feuerwehr wird der Zweischalengreifer als Zubehör für den Ladekran mitgeführt.
Sonderformen sind der Schlitzwandgreifer und der Sortiergreifer.